# Donzelas do Reno

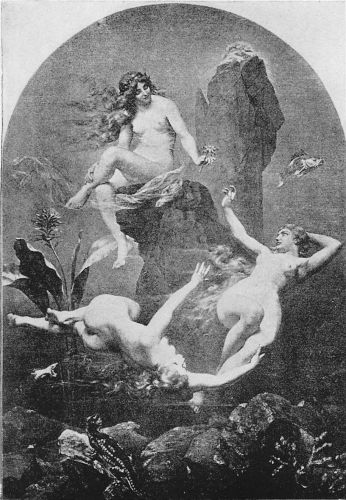
As três donzelas do Reno se divertem nas águas do Rio Reno. Ilustração de Stories of the Wagner Opera por H. A. Guerber, 1905.

As donzelas do reno (ou filhas do Reno) são as três náiades que aparecem no ciclo de óperas Der Ring des Nibelungen, de Richard Wagner. Seus nomes são Woglinde, Wellgunde e Flosshilde (Floßhilde), apesar de serem consideradas uma entidade única na obra, atuando sempre juntas. Das 34 personagens da trama, elas são as únicas que não se originaram do Edda em verso ou do Edda em prosa. Outras lendas e mitos referenciados por Wagner, notavelmente o Nibelungenlied, incluem histórias que envolvem seres aquáticos (Nix), e assume-se que ele as criou dessas fontes. O cerne de sua existência, a guarda falha do ouro do Reno e as circunstâncias do roubo pelo anão Alberich, são invenção própria de Wagner, e os elementos que iniciam todo o drama.
Elas são as primeiras e últimas personagens a serem vistas no ciclo, tanto na cena de abertura de Das Rheingold quando elas têm seu ouro roubado, quanto no final de Götterdämmerung quando elas emergem das águas do Reno para recuperar o anel das cinzas de Brunilda. As donzelas são descritas como as personagens mais sedutoras mas alusivas do drama, e representantes da sedução por fantasia infantil segundo certa análise. Também são descritas como moralmente inocentes, ainda que apresentem uma gama de emoções sofisticadas, incluindo algumas longe da inocência.> Elas não possuem qualquer relação com as outras personagens, e não há indicação sobre sua origem além de uma referência remota sobre um tal "pai".
Os diversos temas musicais associados às donzelas do Reno estão entre os mais líricos do ciclo do Anel, trazendo certo charme incomum à obra. Alega-se que Wagner tocou o famoso tema do lamento das donzelas no piano na véspera de sua morte em 1883.

## Origens
Seres da água (em alemão:  Nixen) aparecem em diversos mitos e lendas europeias, geralmente mas não exclusivamente na forma de malevolência. Wagner referenciou diversas dessas lendas ao compilar o texto do Anel, e a provável origem das donzelas está no Nibelungenlied. Numa parte daquela narrativa, Hagen e Guntário encontram certas "mulheres sábias" descritas como seres da água, refrescando-se nas águas do Danúbio. Hagen se aproxima lentamente mas é percebido, sendo zombado por elas, e ele então rouba suas roupas. Para reaver seus pertences, uma das criaturas (Hadeburg) promete falsamente que Hagen e Guntário encontrariam honra e glória quando entrassem no reino de Etzel. Após recuperar suas roupas, Sigelinda (um nome que Wagner adaptou para outra personagem) conta a Hagen que sua irmã havia mentido; se eles fossem à terra de Etzel seriam mortos.

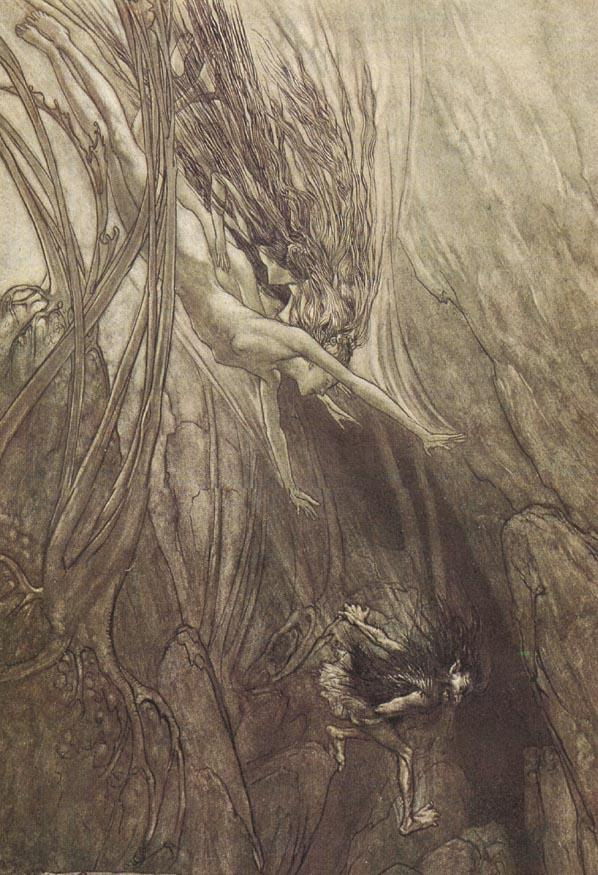
Alberich rouba o ouro: Das Rheingold, cena I – por Arthur Rackham.

Apesar de não relacionada ao ciclo do anel, essa história influencia tanto a abertura de Das Rheingold quanto o fim de Götterdämmerung. Wagner primeiramente adaptou as histórias para usar em seu esboço de libreto para A Morte de Siegfried (que acabou se tornando Götterdämmerung), apresentando três ninfas da água sem nome (Wasserjungfrauen), e as localizando no Reno, onde elas avisam Siegfried sobre sua morte. Posteriormente, elas são nomeadas donzelas do Reno (Rheintöchter), e são chamadas individualmente de Flosshilde, Wellgunde and Bronnlinde. Com a continuação do trabalho de Wagner, trabalhando na ordem cronológica inversa da morte de Siegfried, ele chega no ato inicial do drama, em que Alberich rouba o ouro e renuncia o amor. Bronnlinde se torna Woglinde, provavelmente para evitar a confusão com Brunilda.
Wagner também pode ter sido influenciado pela lenda alemã do Lorelei, também situada no Reno, em que uma jovem moça com o coração partido se joga no rio tornando-se uma sereia, atraindo pescadores às rochas com seu canto. Outras fontes possíveis estão na literatura e mitologia grega. Existem similaridades entre as Hespérides e as donzelas: três mulheres guardam uma tesouro de ouro muito desejado que é roubado. Wagner foi um entusiasta de Ésquilo, incluindo Prometeu Acorrentado, que possui um coro de oceânides. O escritor Rudolph Sabor percebe uma relação entre o tratamento de Prometeu à tolerância inicial das donzelas com Alberich. Assim como na mitologia grega as oceânides são filhas do deus do mar, o titã Oceano, na mitologia nórdica, especialmente no Edda em verso, o jotun deus do mar Ægir possui nove filhas. O nome de uma delas significa "onda" (em alemão:  Welle) e é a possível fonte do nome de Wellgunde.
A ópera não revela a origem das donzelas, nem se possuem alguma conexão com as outras personagens. Apesar da maioria das personagens do ciclo serem interligadas, seja por nascimento, casamento ou ambos, as donzelas são independentes. A identidade do pai que as confiou a guarda do ouro não é informada no texto. Alguns analistas sugerem que ele pode ser um ente superior que é o pai de Wotan e de todos os outros deuses, de toda a criação. Outros tomam o termo alemão Rheintöchter literalmente, alegando que elas são realmente filhas do rio Reno. Independente do que se assuma, as donzelas são uma categorias diferente de Wotan e os outros deuses, que são destruídos pelo fogo no fim de Götterdämmerung, enquanto elas nadam tranquilamente, contentes com a recuperação do seu tesouro.

## Papel na obra

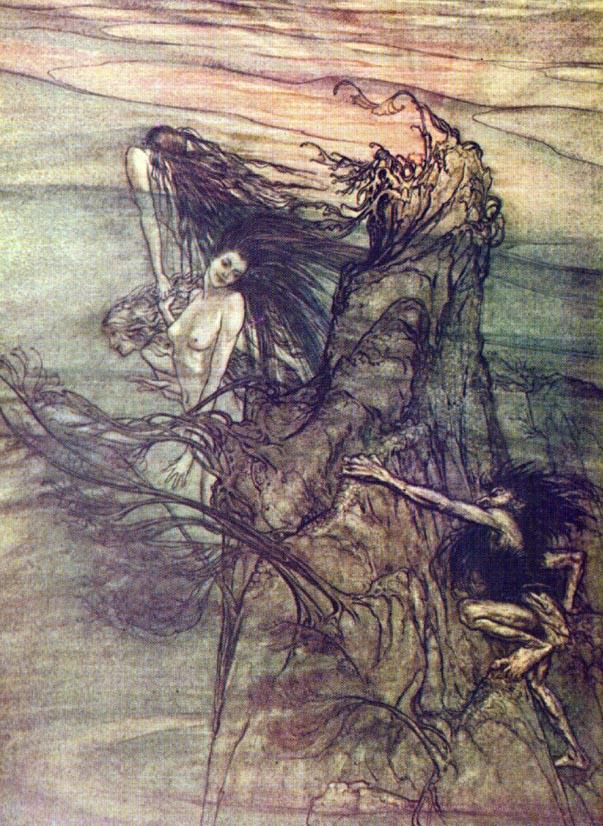
Alberich tenta alcançar as donzelas do Reno (Arthur Rackham).

### Das Rheingold
Com o clímax do prelúdio musical que antecede a primeira cena, Woglinde and Wellgunde são apresentadas nas profundezas do Reno. Flosshilde também aparece após lembrá-las sobre sua responsabilidade como guardiãs do ouro. Elas são observadas pelo anão nibelungo Alberich, que as chama pedindo para se aproximar. Flosshilde brada pela guarda do ouro com a presença do estranho. Quando Alberich começa a cortejá-las, ainda que nos seus modos rudes, elas relaxam, e começam a brincar com ele. Primeiro, Woglinde finge instigar os avanços do anão, mas foge nadando quando ele tenta abraçá-la. Wellgunde também o zomba, assim como Flosshilde. Tormentado e furioso, Alberich as persegue pelas rochas, mas as moças são mais rápidas, o que o irrita ainda mais. Eis que um brilho repentino toma o ambiente, e uma luz dourada revela o Ouro do Reno numa rocha. As donzelas cantam para aquele objeto divino, enquanto Alberich observa curioso. Em resposta a sua pergunta, as jovens e imaturas Woglinde e Wellgunde revelam o segredo do ouro: poder sem limites seria dado a quem forjasse um anel a partir daquele tesouro. Flosshilde as reprime pela menção, mas lembra que somente quem renegasse o amor poderia realizar tal feito. Eles estavam tranquilas, assumindo que aquele anão que as corteja não ofereceria perigo. Mas a confiança delas é falha, já que Alberich decide que a soberania no mundo era mais desejável do que o amor. Ele sobe as rochas, amaldiçoa o amor, rouba o ouro e foge, deixando as donzelas inconsoladas com a perda do objeto precioso.
A próxima aparição das moças é somente na terceira cena. Enquanto Wotan, Fricka e os outros deuses começam a atravessar a ponte de arco-íris que leva à Valhala, eles ouvem uma canção melancólica vindo das profundezas do Reno, lamentando a perda do ouro. Encabulado e irritado, Wotan ordena que Loge as faça parar, sem prontamente atendido. Mas quando eles continuam a caminhar o canto recomeça ainda mais forte, agora lamentando diretamente a frieza dos deuses.

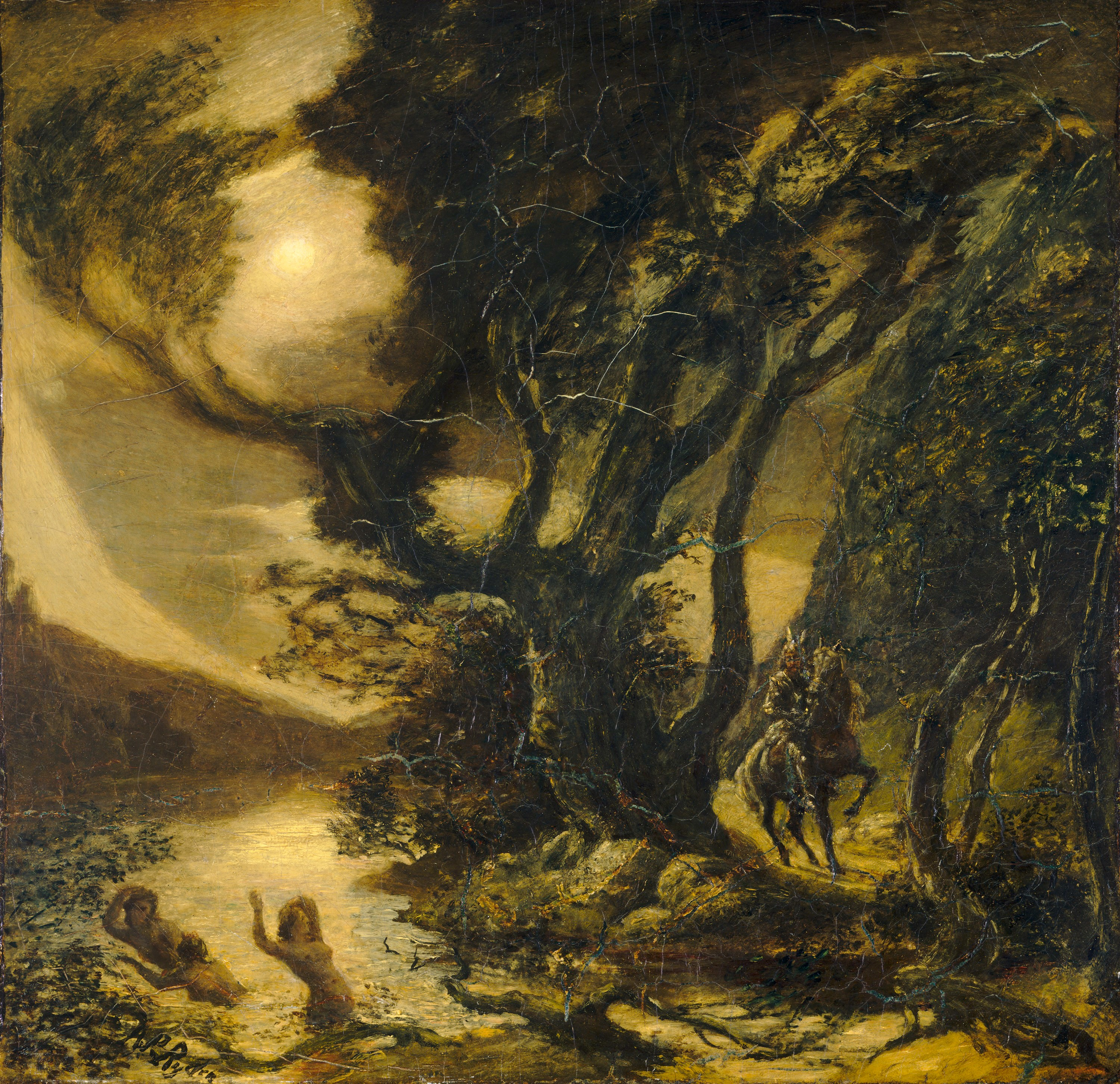
Sigurdo encontra as donzelas do Reno. Por Albert Pinkham Ryder, c. 1875–91.

### Götterdämmerung
Muitas gerações se passaram desde a última aparição. Na primeira cena do terceiro ato, num vale remoto onde corre o rio Reno, as eternas donzelas continuam a procurar pelo ouro perdido, clamando ajuda a Sol. Elas ouvem a chegada de Sigurdo, que estava perdido de seu grupo enquanto caçava. Elas cortejam o moço e oferecem ajuda, pelo preço do anel em seu dedo. Mesmo após diversas insistências para doar aquele objeto, ele se recusa. O humor delas logo muda, e elas alertam que o jovem morreria naquele mesmo dia se não ficassem com o objeto, mas Sigurdo é relutante em se desfazer do seu tesouro pilhado.
Já na última cena no último ato, marcando o fim do ciclo do anel, Brunilda agradece as donzelas por seu conselho. Assume-se que elas a contaram a história completa dos acontecimentos que passaram com Sigurdo, e que somente o retorno do anel as águas do Reno poderia desfazer a maldição. Com o anel em mãos, ela pede que as donzelas guardem bem aquele objeto para o futuro, e então se atira para a morte nas chamas da pira funerária de Sigurdo. Com a inundação do Reno, as donzelas aparecem contentes com a recuperação do tesouro após tanto tempo. Hagen ainda tenta roubá-las, mas afunda no rio.

## Atuação

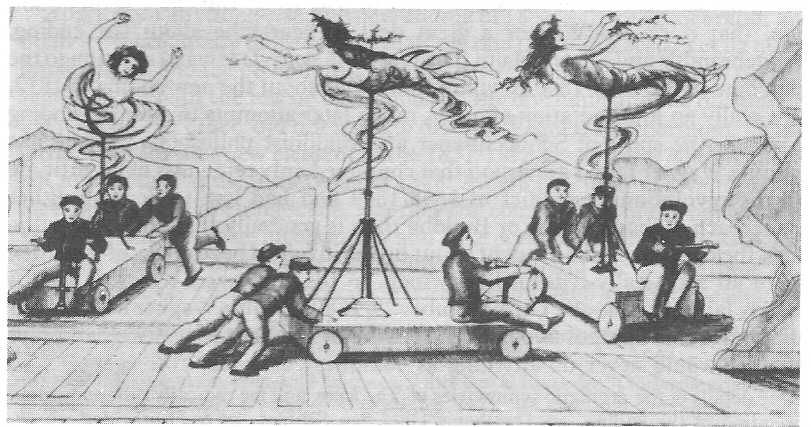
Uma figura da maquinaria usada para o nado das donzelas do Reno na estreia do ciclo em 1876.

Para a primeira produção completa do ciclo do Anel, no Bayreuth Festspielhaus em 1876, foi estabelecido que as donzelas do Reno deveriam ser apresentadas com forma humana, ao invés de sereias ou outras características sobrenaturais. A encenação sempre foi um teste de ingenuidade e imaginação, dado que as direções de Wagner incluíam muito nado e mergulho, entre outros movimentos aquáticos. Portanto, é tradição o amplo uso de fundos especiais de palco e iluminação especial para atingir os efeitos d'água necessários. Até a Segunda Guerra Mundial, sob influência de Cosima Wagner e seu filho Siegfried, uma abordagem rigidamente conservadora é aplicada nas encenações do ciclo em Bayreuth. Apesar de inovações terem aparecido noutras produções, somente após a reabertura do festival em 1951 houve mudanças significativas na apresentação da obra em Bayreuth. Entretanto, desde 1976 as inovações tanto no festival quanto noutras produções têm sido substanciais e imaginativas.
Na produção original de 1876, as donzelas eram carregas por suportes atrás de telas semi-transparentes. A maquinaria do palco e os efeitos de iluminação foram desenvolvidos por Carl Brandt, um pioneiro renomado da época. Uma inovação aprovada por Cosima foi a substituição dos carrinhos de suporte por hastes gigantes de suporte, através dos quais as atrizes eram penduradas. Cabos continuam sendo usados nas produções em Bayreuth por Siegfried e Winifred, que comandaram o festival até o fim da Segunda Guerra Mundial. Técnicas similares têm sido usadas também noutras produções modernas. Numa produção de 1996 em Chicago, repetida na temporada 2004-05, as donzelas eram suspensas por cordas elásticas ancoradas sobre o palco, permitindo-as percorrer todo o volume do palco, segundo as intenções de Wagner. As moças foram apresentadas no palco por atletas, mas a voz vinha de cantoras localizadas no canto do palco.
Na produção do festival em 1951, por Siegfried e Wieland, quebrou-se a tradição ao se apresentar uma encenação austera que substituía os planos ambiciosos e sofisticados da produção original. Assim como os outros personagens, as donzelas se vestiam rusticamente, cantando sem melodrama. Essa nova abordagem procurou focar a música e as palavras como ponto de atenção. Wieland foi influenciado por Adolphe Appia, cujo Notes sur l'Anneau du Nibelungen (1924–1925) havia sido recusado por Cosima.
O cenário inovador da produção centenária de Bayreuth, dirigida por Patrice Chéreau, substituiu o conceito das profundezas do Reno por uma usina hidrelétrica, como parte do tema relativo à Revolução Industrial que havia sido apresentado. Para a cena com Siegfried em Götterdämmerung, Chéreau alterou o aspecto eternamente jovem das moças, apresentando-as envelhecidas. Uma referência nas produções de Der Ring des Nibelungen, desde essa produção a interpretação irrestrita da obra se tornou a norma. Por exemplo, na produção de 1987 de Nikolaus Lehnhoff as donzelas estavam num salão e tiveram seu lamento no fim de Das Rheingold tocado por Loge num gramofone.

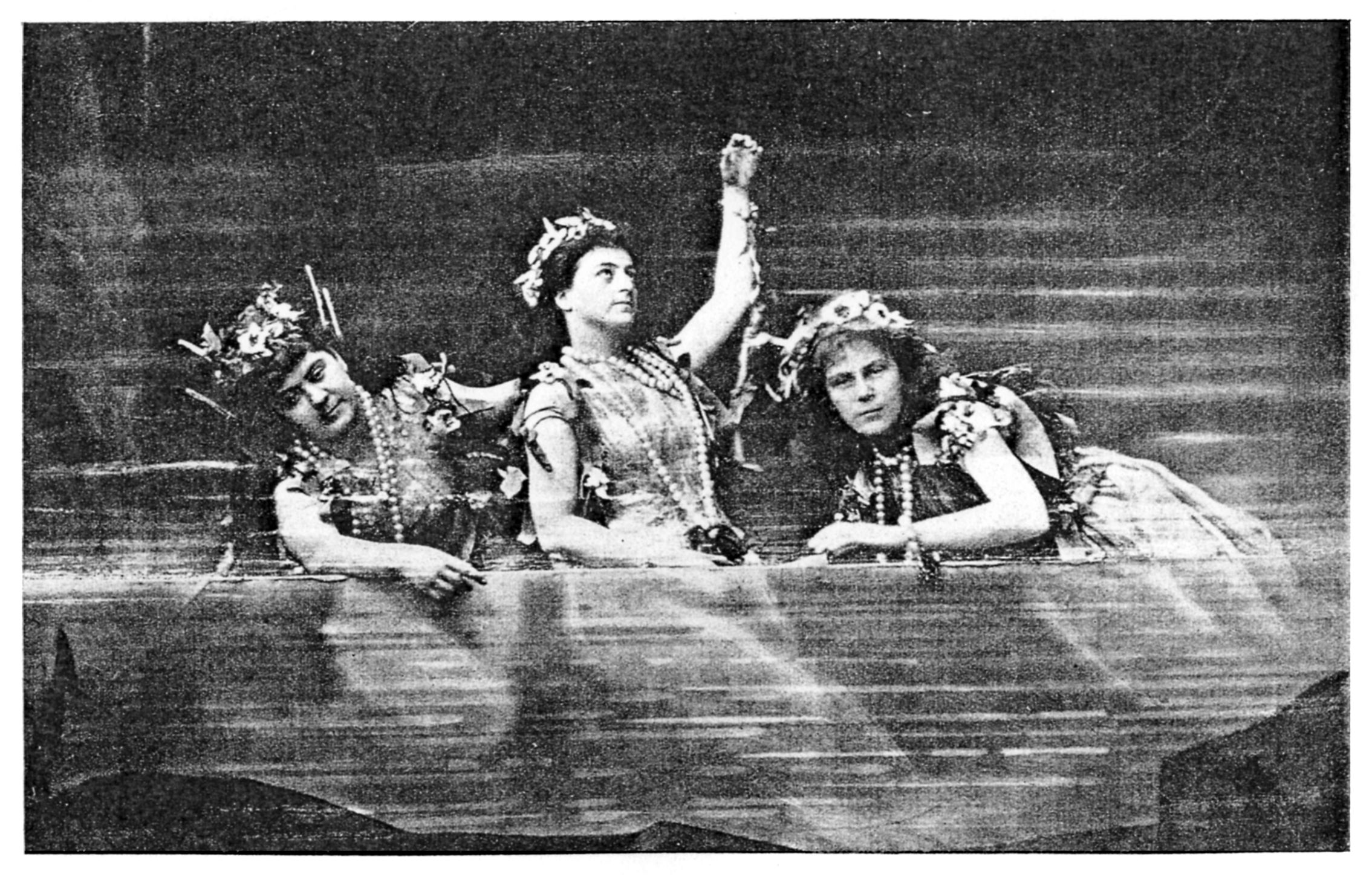
O elenco da estreia de 1876 incluía Lilli Lehmann (centro) como Woglinde. Ela foi a primeira dentre outras importantes cantoras a atuar como uma das donzelas do Reno.

Peter Hall substituiu Chéreau da produção de Bayreuth. Sua versão foi apresentada entre 1983 e 1986, mostrando a inocência natural das moças através das formas mais simples: elas estavam nuas. Keith Warner adaptou esse conceito na sua própria versão para o Royal Opera House, apresentado ente 2004 e 2006. Entretanto, enquanto Warner usava iluminação para os efeitos subaquáticos, Hall adotava a ilusão Pepper's ghost: grandes espelhos alinhados à 45° faziam parecer que as donzelas estavam nadando verticalmente, enquanto, na realidade, as atrizes estavam nadando numa pequena piscina rasa.
Apesar de serem um papel relativamente pequeno, as donzelas têm sido atuadas por cantoras de renome, mais conhecidas por apresentaram papéis wagnerianos maiores e outros repertórios. A primeira pessoa a cantar Woglinde completamente foi Lilli Lehmann, na estreia de Bayreuth em 1876. Em 1951, quanto o festival reabriu após a Segunda Guerra Mundial, o mesmo papel foi dado à Elisabeth Schwarzkopf. Outras donzelas incluem Margarete Matzenauer, que interpretou Flosshilde em 1911, e Helga Dernesch, que cantou Wellgunde entre 1965 e 1967. Lotte Lehmann, que atuou como Wellgunde em Hamburgo entre 1912 e 1914 e em Viena em 1916, e Joan Sutherland, que apareceu como Woglinde no Covent Garden entre 1954 e 1957, são duas das intérpretes que apresentaram as donzelas em outras casas de ópera internacionais. Gravações das donzelas incluem Sena Jurinac para Furtwängler e RAI, Lucia Popp e Gwyneth Jones para Georg Solti, e Helen Donath e Edda Moser para Karajan.